# Per Fly
Per Fly Plejdrup, plus connu sous le nom de Per Fly, né le 14 janvier 1960 à Skive au Danemark, est un réalisateur de cinéma danois.

## Biographie
Per Fly naît le 14 janvier 1960 à Skive, dans l'amt de Viborg (aujourd'hui dans la région du Jutland central), au Danemark.
Il est marié à l'actrice danoise Charlotte Fich depuis le 22 juillet 2000. Ils ont deux enfants, Anton et Aksel.

### Études et débuts
Fly pense d'abord devenir rock star, mais se tourne rapidement vers la production de films. Il joue aujourd'hui de la guitare dans un groupe, en amateur.
En 1989, il est admis à l'École nationale de cinéma du Danemark. Il en est diplômé en 1993. La même année, il cofonde la société de production Nimbus avec Thomas Vinterberg, Ole Christian Madsen et Brigitte Hald ; il quitte la compagnie en 1996. Entre 1994 et 1998, il réalise ses quatre premiers courts-métrages : Sofaholdet (1994), Kalder Kathrine (1994), The Little Knight (1997) et Liftarflickan (1998). La même année, il réalise trois épisodes de la série télévisée danoise Taxa.

### Carrière
Le style des films de Fly se résume à la description de différents milieux sociaux, et se focalise sur l'étude psychologique de personnages particuliers.

#### The Bench
The Bench (2000, Bænken) est le film qui lance sa carrière. Il s'agit du premier volet d'une trilogie qui se poursuit avec Inheritance (Arven) en 2003 et Manslaughter (Drabet) en 2005. Ceux-ci dépeignent respectivement les niveaux sociaux bas, haut et moyen au Danemark.
| Année | Festival / évènement                           | Catégorie                    | Nomination         | Résultat |
| ----- | ---------------------------------------------- | ---------------------------- | ------------------ | -------- |
| 2000  | Festival international du film de Flandre-Gand | Grand Prix                   | Per Fly            | Nommé    |
| 2000  | Festival du film nordique de Lübeck (en)       | Prix du public               | Per Fly            | Lauréat  |
| 2000  | Festival du film nordique de Lübeck (en)       | NDR Promotion Prize          | Per Fly            | Lauréat  |
| 2000  | Festival du film nordique de Lübeck (en)       | Prix du jury œcuménique      | Jesper Christensen | Lauréat  |
| 2001  | Bodil                                          | Meilleur acteur              | Jesper Christensen | Lauréat  |
| 2001  | Bodil                                          | Meilleur film                | Per Fly            | Lauréat  |
| 2001  | Bodil                                          | Meilleur acteur secondaire   | Nicolaj Kopernikus | Lauréat  |
| 2001  | Bodil                                          | Meilleure actrice secondaire | Sarah Boberg       | Nommée   |
| 2001  | Bodil                                          | Meilleure actrice secondaire | Stine Holm Joensen | Nommée   |
| 2001  | Prix du cinéma européen                        | Meilleur acteur              | Jesper Christensen | Nommé    |
| 2001  | Prix Robert                                    | Meilleur acteur              | Jesper Christensen | Lauréat  |
| 2001  | Prix Robert                                    | Meilleurs costumes           | Louize Nissen      | Lauréat  |
| 2001  | Prix Robert                                    | Meilleur réalisateur         | Per Fly            | Lauréat  |
| 2001  | Prix Robert                                    | Film de l'année              | Ib Tardini         | Lauréat  |
| 2001  | Prix Robert                                    | Meilleur maquillage          | Charlotte Laustsen | Lauréat  |
| 2001  | Prix Robert                                    | Meilleur montage             | Morten Giese       | Nommé    |
| 2001  | Prix Robert                                    | Meilleure bande originale    | Halfdan E          | Nommé    |
| 2001  | Prix Robert                                    | Meilleur scénographie        | Søren Gam          | Nommé    |
| 2001  | Prix Robert                                    | Meilleur scénario            | Kim Leona Per Fly  | Nommé    |
| 2001  | Prix Robert                                    | Meilleur acteur secondaire   | Nicolaj Kopernikus | Nommé    |
| 2001  | Prix Robert                                    | Meilleure actrice secondaire | Sarah Boberg       | Nommée   |

#### Depuis 2000
En 2003, avec la sortie d'Inheritance, Fly poursuit la trilogie entamée avec The Bench. Le film remporte sept Robert, dont le prix du public, le prix du meilleur réalisateur et celui du meilleur film. Il reçoit également plusieurs récompenses d'évènements cinématographiques internationaux, comme le prix du meilleur scénario au festival international du film de Flaiano (en) et au festival international du film de Saint-Sébastien.
Avec Manslaughter en 2005, il remporte une nouvelle fois le prix Robert du meilleur réalisateur, plus le Bodil du meilleur film et le prix du film nordique. La même année, Fly reçoit le prix de la culture de la part du prince Danois Frederik de Danemark pour sa trilogie. À cette occasion, le prince déclare que « la trilogie constitue quelques-uns des films les plus marquants de l'histoire du cinéma danois ».
En 2007, Fly crée la série télévisée Performances (Forestillinger), en six épisodes, pour la télévision danoise. Par l'intermédiaire de cette réalisation, l'actrice Sonja Richter remporte le prix de la meilleure actrice au 47e festival de télévision de Monte-Carlo.
Per Fly reçoit l'Ordre de Dannebrog en 2009. Il lui est décerné par la reine de Danemark, Margrethe II de Danemark. À partir de 2010, Fly collabore avec l'ambassade danoise, avec pour but de valoriser le cinéma malien. Le premier fruit de ses efforts est Da Monzon, qui sort en 2011. Il est aujourd'hui l'un des détenteurs de la société de production et de distribution de cinéma danoise Zentropa.

## Filmographie

### Courts métrages
- 1994 : (da) Sofaholdet
- 1994 : (da) Kalder Kathrine ((en) Calling Katherine)
- 1997 : (en) The Little Knight

### Longs métrages
- 2000 : The Bench ((da) Bænken, (en) The Bench)
- 2001 : Prop et Berta ((da) Prop og Berta, (en) Prop and Berta) (film d'animation)
- 2003 : Inheritance ((da) Arven, (en) The Inheritance)
- 2005 : Manslaughter ((da) Drabet, (en) Manslaughter)
- 2010 : (en) The Woman That Dreamed About a Man ((da) Kvinden der drømte om en mand)
- 2013 : Valse pour Monica ((da) Monica Z)
- 2018 : Trahison d'État (Backstabbing for Beginners)
- 2023 : Hammarskjöld

### Séries télévisées
- Taxa, épisodes no 31, no 32 et no 33 (1998)
- Performances ((da) Forestillinger, (en) Performances) (2007, six épisodes)

## Récompenses
- Prix du public - Festival du film nordique de Lübeck (en) (2000)
- NDR Promotion Prize - Festival du film nordique de Lübeck (2000)
- Bodil du meilleur film (2001, The Bench)
- Prix Robert du meilleur réalisateur (2001)
- Bodil du meilleur film (2004, Inheritance)
- Prix du film nordique (2005, Manslaughter)
- Guldbagge Award du meilleur réalisateur pour Valse pour Monica.